# Hombruch (Iserlohn)
Hombruch ist ein Stadtteil von Iserlohn im Sauerland.
Hombruch liegt im Nordwesten der Stadt und ist umgeben von Gerlingsen im Westen, dem Stadtteil Nußberg im Süden und von der Iserlohner Heide im Nordwesten.
Ende 2024 hatte der Hombruch rund 2700 Einwohner. Bis zu seiner Eingemeindung in die Stadt Iserlohn im Jahr 1956 gehörte das Gebiet zum sich auflösenden Amt Oestrich. In einer Flurübersichtskarte aus dem Jahr 1821 ist „der Hombruch“ mit zwei Gehöften auf dem 282 Meter hohen „Nußberg“ vermerkt. In den 1960–70er Jahren wurde das Gebiet um den „Nußberg“ erschlossen. Es entstand eine baulich abgeschlossene Plansiedlung, die geprägt war von Mehrfamilien- und freistehenden Einfamilienhäusern.
Der Ortsname Hombruch bezeichnet vermutlich ein „hochgelegenes wasserreiches Land“.
Über die nahe gelegene Anschlussstelle Iserlohn-Zentrum der A 46 ist der Stadtteil mit dem überregionalen Straßennetz verbunden.
An den öffentlichen Personennahverkehr ist der Hombruch durch die Linienbusse 15 und 16 der Märkischen Verkehrsgesellschaft, die im Stadtteil mehrere Haltestellen anfahren, angebunden.